# Сатипаттхана-сутта
Сатипаттхана-сутта (Мадджхима-никая 10: Сутта об основах осознанности) и более поздняя Махасатипаттхана-сутта (Дигха-никайя 22:  Большая сутта об основах осознанности) — одни из самых знаменитых и широко изучаемых сутт Палийского канона буддизма тхеравады, выступающих в качестве основы для современной практики медитации випассаны. Палийские тексты Сатипатхана сутты и Махасатипаттхана сутты по большей части дословно совпадают; основное отличие — это раздел о Четырёх благородных истинах (пали Catu ariya sacca) в наблюдении за явлениями (пали Dhammānupassana), который в Махасатипаттхана сутте значительно расширен. Эти сутты (беседы) подчеркивают практику сати (внимательности), которая служит «для очищения существ, для преодоления печали и скорби, для устранения страдания и печали, для того, чтобы идти по пути истины, для достижения ниббаны.

### Датировка
Элементы Сатипатхана сутты можно найти в Самьютта-никае, которая принадлежат к древнейшим слоям буддийских текстов. Тщательно разработанная Махасатипаттхана сутта присутствует только в  Дигха-никае тхеравады. Бханте Суджато утверждает, что сутта была составлена из элементов других сутт ещё в 20 г. до н. э..

### Перевод названий и сопутствующая литература
Термин пали satipaṭṭhāna— это составное слово, которое образовано от пали sati, внимательность и пали paṭṭhāna, «основание», либо пали upaṭṭhāna, «присутствие». Составные термины переводят следующим образом:
- пали sati-upaṭṭhāna — «присутствие осознанности» или «установление осознанности» или «пробуждение осознанности».
- пали sati-paṭṭhāna  — «основа осознанности».

Согласно Аналайо, анализ показывает, что термин пали sati-upaṭṭhāna, «присутствие осознанности», имеет более этимологически правильное происхождение, поскольку пали upaṭṭhāna появляется как в Палийском каноне, так и в санскритском переводе этой сутты; тогда как пали paṭṭhāna встречается только в Абхидхамме и палийских комментариях к никаям.
Переводы названия «пали Satipaṭṭhāna sutta» включают:
- Сутта о способах установления памятования[10]
- Основы (основания) осознанности[1]

Что касается префикса «Маха-» в палийском заголовке Диггха-никая 22, он означает «великий» или «больший» и, вероятно, относится к расширенному разделу ДН 22 о внимании к Четырём благородным истинам.

### Различные редакции и положение в каноне
В Палийском каноне Сатипаттхана сутта является десятой суттой Мадджхима-никаи. В издании канона Общества палийских текстов, эта сутта начинается на 55 странице третьего тома трёхтомника  Мадджхима-никаи (M I 55).
Что касается Махасатипаттхана сутты, это 22-я сутта Дигха-никаи. В издании канона Общества палийских текстов, эта сутта начинается на 289 странице второго тома трёхтомника  Дигха-никаи (D II 289).
В китайском каноне Нянь Чу Цзин (念 處 經, IAST: Smṛtyupasthāna Sūtra), основанном на текстах сарвастивады, она находится в первом томе Тайшо Трипитаки, Мадхьяма Агама 26. Другая похожая сутра находится в Экоттара-агаме и называется Экаяна-сутра 12.1, Сутра прямого пути.
Ранняя версия Смритюпастхана сутры также сохранилась в некоторых длинных сутрах Праджняпарамиты (тибетских и китайских), одна из них была переведена на английский язык Эдвардом Конзе. Эти отрывки, посвящённые осознанности, рассматриваются как первый элемент 37 крыльев пробуждения. По словам Бханте Суджато, «эта версия сатипаттханы демонстрирует освежающую простоту, которая может указывать на то, что она близка к ранним источникам».
Бханте Суджато сделал обширный сравнительный обзор различных редакций сутты, изданный под заголовком «История осознанности».

### Более поздние источники
Материал Сатипатханы, включая различные объекты и практики медитации, рассматривается в различных более поздних трудах абхидхармы, таких как Вибханга и Патисамбхидамагга тхеравады, Дхармаскандха сарвастивады, Джнянапраштхана, Шарипутрабхидхарма и Артхавинишчая сутра.
В постканонических палийских комментариях классический комментарий к Сатипаттхана сутте (а также ко всей Маджхима никае) можно найти в Папанчасудани Буддхагхоши.
Поздние работы, такие как Абхидхармакоша Васубандхи и Йогачарабхуми и Абхидхарма-самуччая Асанги, также комментируют четыре сатипаттханы.

## Содержание

### Палийская версия
В Сатипаттхана сутте МН 10 Будда определяет четыре основы осознанности, которые он созерцает или на которых сосредотачивается после того, как оставил позади мирскую жизнь: тело, ощущения, вызванные восприятием (ведана), ум/сознание (читта) и  умственные феномены (дхаммы). Затем сутта дает обзор буддийских практик под этими четырьмя заголовками.
1. Тело (кайя):
- осознанность к дыханию, успокоение телесных формаций (см. также анапанасати[17]);
- осознанность к четырём позам и действиям;
- размышление о непривлекательности частей тела;
- размышление об элементах, из которых состоит тело (земля, вода, воздух, огонь);
- созерцание на кладбище;
- созерцание тела как тела внутренне, внешне или внешне и внутренне; созерцание в теле его природы возникновения, исчезновения, или его природы и возникновения, и исчезновения.

2. Ощущения, вызванные восприятием (ведана):
- понимание ощущений как приятных, неприятных и нейтральных;
- созерцание ощущений как ощущений внутренне, внешне или внешне и внутренне; созерцание в ощущениях их природы возникновения, исчезновения, или их природы и возникновения, и исчезновения.

3. Ум (читта) — осознание наличия и отсутствия в уме трёх ядов (привязанности, недоброжелательности и заблуждения), а также благих и неблагих состояний:
- сжатый/собранный/суженный ум (пали saṅkhittaṃ) или отвлечённый/несобранный /разбросанный ум (пали vikkhittaṃ);
- возвышенный/всеобъемлющий ум (пали mahaggataṃ) или невозвышенный/неувеличенный ум (пали amahaggataṃ);
- ум, который можно превзойти (пали sauttaraṃ) и непревзойдённый ум (пали anuttaraṃ);
- сосредоточенный ум (пали samāhitaṃ) и несосредоточенный ум (пали asamāhitaṃ);
- освобождённый ум (пали vimuttaṃ) и неосвобождённый ум (пали avimuttaṃ).

4. Умственные феномены (дхаммы) на предмет их присутствия или отсутствия, а также возникновения и исчезания:
- пять препятствий (чувственное желание, недоброжелательность, лень и апатия, неугомонность и сожаление, сомнение);
- пять совокупностей (формы, чувств, восприятия, умственных образований (склонностей) и сознания);
- шесть внутренних и шесть внешних сфер (глаз/формы, ухо/звуки, нос/запахи, язык/вкусы, тело/осязаемые вещи, ум/умственные феномены);
- семь факторов просветления (осознанность, исследование, усердие, восторг, безмятежность, сосредоточение, невозмутимость);
- созерцание умственных феноменов в отношении Четырёх благородных истин.

### Сравнение содержания в разных источниках
Смритюпастхана-сутра сарвастивады в некоторых отношениях отличается от версии тхеравады, например, в ней первым объектом созерцания вместо дыхания служат телесные позы. Бханте Суджато считает, что, вероятно, это делает упор на саматху или спокойное пребывание, в то время как версия тхеравады подчеркивает випассану или прозрение. В тексте также часто упоминаются «монахи и монахини», а не просто монахи-мужчины.
Раздел о Смритюпастхане можно найти в различных тибетских и китайских редакциях длинных сутр Праджняпарамита, таких как версия в 25 000 строк, переведённая Эдвардом Конзе. Эта скелетная версия Смритюпастханы включена в большую сутру и, таким образом, является частью беседы Будды с Субхути. Она лишь описывает конкретные практики для созерцания тела, остальные три сатипаттханы просто перечисляются.
|                  | Тхеравада Вибханга                                                                                           | Сарвастивада Дхарма-скандха                                                               | Шарипутр- абхидхарма | Тхеравада Махасатипаттхана- сутта                                                                  | Сарвастивада Смритюпастхагна- сутра | Экаяна сутра | Длинная Праджняпарамита сутра                                                                       |
| ---------------- | --- | ----------------------------------------------------------------------------------------- | --- | -------------------------------------------------------------------------------------------------- | --- | --- | --------------------------------------------------------------------------------------------------- |
| Тело (кайя)      | части тела                                                                                                   | части тела, 6 элементов                                                                   | 4 позы, ясное восприятие, анапанасати, части тела, 4 элемента, пространство (5 элемент), сочащиеся отверстия, осознание смерти | анапанасати, 4 позы, ясное восприятие, части тела, 4 элемента, осознание смерти                    | 4 позы, ясное восприятие, отсечение мыслей, подавление мышления, анапанасати, 4 модели дхьян, восприятие света, основа для анализа, части тела, 6 элементов, осознание смерти | части тела, 4 элемента, сочащиеся отверстия, осознание смерти                                                                                         | 4 позы, осознание, анапанасати, 4 элемента, части тела, осознание смерти                            |
| Чувства (ведана) | приятные/неприятные/нейтральные; плотские/духовные                                                           | приятные/неприятные/нейтральные; телесные/умственные; чувственные/не-чувственные          | приятные/неприятные/нейтральные; плотские/духовные                                                                             | приятные/неприятные/нейтральные; плотские/духовные                                                 | приятные/неприятные/нейтральные; телесные/умственные; чувственные/не-чувственные                                                                                              | приятные/неприятные/нейтральные; плотские/духовные; нет смешанных чувств                                                                              | нет данных; источник без уточнений упоминает лишь о том, что человек практикует осознанность чувств |
| Ум (читта)       | жаждущий (или нет), гневный, заблуждающийся, ограниченный, возвышенный, превзошедший, самадхи, освобождённый | жаждущий, гневный, заблуждающийся, ограниченный, ленивый, мелкий, отвлеченный, спокойный, | жаждущий, гневный, заблуждающийся, ограниченный, возвышенный, превзошедший, самадхи, освобождённый                             | жаждущий, гневный, заблуждающийся, ограниченный, возвышенный, превзошедший, самадхи, освобождённый | жаждущий, гневный, заблуждающийся, запятнанный, ограниченный, мелкий, низкий, развитый, самадхи, освобождённый                                                                | жаждущий, гневный, заблуждающийся, привязанный, достигший, запутанный, ограниченный, всеобъемлющий, возвышенный, превзошедший, самадхи, освобождённый | нет данных                                                                                          |
| Дхаммы           | препятствия, факторы просветления                                                                            | препятствия, 6 основ чувств, факторы просветления                                         | препятствия, 6 основ чувств, факторы просветления, Четыре благородные истины                                                   | препятствия, 6 основ чувств, факторы просветления, Четыре благородные истины                       | препятствия, 6 основ чувств, факторы просветления | препятствия, факторы просветления, 4 дхьяны | нет данных                                                                                          |

## Комментарии (на английском языке)
- Anālayo. Satipaṭṭhāna: the direct path to realization (англ.). — Birmingham: Windhorse, 2006. — 319 p. — ISBN 1-899579-54-0, 978-1-899579-54-9.
- Anālayo. Perspectives on Satipaṭṭhāna (англ.). — Cambridge: Windhorse Publications, 2014. — viii, 319 p. — ISBN 1-909314-03-X, 978-1-909314-03-0.
- Anālayo. Satipaṭṭhāna meditation : a practice guide (англ.). — Cambridge: Windhorse publications, 2018. — xiv, 235 p. — ISBN 978-1-911407-10-2, 1-911407-10-4.
- S. N. Goenka. Satipatthana Sutta Discourses. (англ.). — Pariyatti Publishing, 2015. — ISBN 1-938754-89-1.
- Joseph Goldstein. Mindfulness: a practical guide to awakening (англ.). — Boulder, Colorado, 2013. — xvi, 459 p. — ISBN 978-1-62203-063-7.
- Henepola Gunaratana. The four foundations of mindfulness in plain English (англ.). — Boston, 2012. — viii, 179 p. — ISBN 1-61429-038-5, 978-1-61429-038-4.
- Thích Nhất Hạnh. Transformation and healing: Sutra on the Four Establishments of Mindfulness (англ.). — Berkeley, Calif.: Parallax Press, 2006. — 150 p. — ISBN 1-888375-62-0, 978-1-888375-62-6.
- Nyanaponika Thera. The heart of Buddhist meditation: the Buddha's way of mindfulness (англ.). — San Francisco, CA, 2014. — xxiii, 257 p. — ISBN 978-1-60925-993-8, 1-60925-993-9.
- Sayadaw U Sīlānanda. The four foundations of mindfulness (англ.). — Boston: Wisdom Publications, 2002. — viii, 247 p. — ISBN 0-86171-328-1, 978-0-86171-328-8.
- Soma Maha Thera, Kotahene. The way of mindfulness: being a translation of the Satipaṭṭhāna sutta of the Majjhima Nikāya; its commentary, the Satipaṭṭhāna sutta Vaṇṇanā of the Papañcasūdanī of Buddhaghosa Thera, and excerpts from the Līnatthapakāsanā Ṭikā (англ.). — 5th rev. ed. — Kandy: Buddhist Publication Society, 2003. — xxvii, 156 p. — ISBN 955-24-0256-5, 978-955-24-0256-2.
- Bhante Vimalaramsi. 1 // Moving Dhamma. 1 (англ.). — 1. print. — Annapolis, MO: Dhamma Sukha Meditation Center, 2012. — P. 59—123. — XVI, 286 p. — ISBN 978-1-4783-7306-3, 1-4783-7306-7.